# 宋迪 (北宋)
宋迪（？—？），字復古，洛陽人。北宋畫家，善畫山水、松木。宋道弟。

## 生平
宋仁宗天聖年間（1023年—1032年）進士，擢第為司封郎，官至度支員外郎，以字顯，人多謂之“宋復古”。
復古擅長繪畫，師法李成，尤擅畫山水，“或因览物得意，或因写物创意，而运思高妙，如骚人墨客登高临赋，当时推重”“又多喜画松，而枯槎老枿，或高或偃，或孤或双，以至于千株万株森森然，殊可骇也”。
嘉佑八年（1063年）春天，至永州，畫作有《平沙雁落》、《遠浦帆歸》、《山市晴嵐》、《江天暮雪》、《洞庭秋月》、《瀟湘夜雨》、《煙寺晚鐘》、《漁村落照》，號稱“八景”。元豐初年（1078年）又作《瀟湘晚景圖》。